# Neuwiedia inae
Neuwiedia inae ist eine Art aus der Gattung Neuwiedia in der Familie der Orchideen (Orchidaceae). Die krautigen Pflanzen stammen aus Borneo.

## Beschreibung
Neuwiedia inae wird bis zu 55 cm groß. Die Wurzeln haben einen Durchmesser von 3 mm. Die Blätter sind lanzettlich bis linealisch. Die kleinsten Laubblätter messen 1,7 cm Länge bei 0,4 cm Breite, sie können bis zu 40 cm lang werden bei 4,7 cm Breite. Es sind neun bis 27 Blattadern vorhanden, von denen sieben deutlich hervortreten. Die oberen Blätter sind behaart, vor allem an der Blattbasis und entlang der Blattränder. Die längsten Haare sind Drüsenhaare mit 0,25 mm Länge, die meisten Haare besitzen jedoch keine Drüse und sind kürzer.
Der Blütenstand ist eine endständige Traube, er wird bis zu 6 cm lang und bleibt damit kürzer als die Laubblätter. Blühende Pflanzen wurden im Februar gefunden. Ein Blütenstand enthält etwa 35 Blüten. Sie sind 15 mm groß, ihre Farbe ist weiß. Blütenstandsachse, Tragblätter und Blütenblätter sind behaart. Die Tragblätter sind oval bis länglich-oval, sie enden spitz ausgezogen, ihre Länge beträgt 3 bis 10 mm, die Breite 2 bis 3 mm. Der Blütenstiel ist 3 mm lang bei 0,7 mm Durchmesser, er ist sehr spärlich behaart. Der rundliche, ebenfalls spärlich behaarte Fruchtknoten misst 3 mm Länge und 3 mm Durchmesser. Die Blütenblätter sind sich alle recht ähnlich, es gibt aber eine ganz leichte Differenzierung zwischen den beiden seitlichen und dem mittleren Blütenblatt eines Kreises. Die Sepalen sind auf der Außenseite behaart, länglich geformt, die beiden seitlichen sind 6,4 mm lang bei 3 mm Breite. Das dritte Sepal ist schmaler und länger, 7 × 2,5 mm. Die Petalen sind auf der Außenseite mit einem längs verlaufenden Kiel versehen, dieser ist behaart. Sie sind verkehrt-eiförmig geformt, die seitlichen sind 6 mm lang und 3,5 mm breit. Das mittlere Petal, die Lippe, ist kaum unterschiedlich, sie ist mit 3,5 mm etwas schmaler als die beiden anderen inneren Blütenblätter. Alle Blütenblätter sind mit einer kleinen, 0,2 bis 0,5 mm langen aufgesetzten Spitze versehen, diese ist bei den Sepalen kleiner als bei den Petalen. Die Säule besteht aus drei Staubfäden und dem Griffel, die auf einer Länge von 1 mm am Grund miteinander verwachsen sind. Der freie Teil der Staubfäden ist im Querschnitt abgeflacht dreieckig, er misst 0,5 mm Länge. Die Staubbeutel sind oval, die seitlichen 2,5 mm lang und 1,2 mm breit, der mittlere mit 1,8 mm etwas breiter. Der freie Teil des Griffels misst 4 mm Länge und überragt damit die Staubblätter um etwa 1 mm. Die Narbe ist dreilappig, mit einem Durchmesser von 0,5 mm ist sie nur wenig breiter als der Griffel, der einen Durchmesser von 0,4 mm besitzt.

## Vorkommen
Neuwiedia inae wächst im Westen Borneos. Die Standorte liegen in unberührten Wäldern in 750 Meter Höhe. Vorkommen in Vietnam wurden von Averyanov gemeldet, er ordnet diese Pflanzen in einer neueren Publikation allerdings als Neuwiedia zollingeri var. balansae ein. Neuwiedia zollingeri var. balansae wiederum wird als Synonym zu Neuwiedia singapureana gesehen.

## Systematik und botanische Geschichte
Neuwiedia inae wurde 1969 von Eduard Ferdinand de Vogel erstmals in Blumea; Tijdschrift voor de Systematiek en de Geografie der Planten Band 17 Seite 333 beschrieben. Er benannte die Art nach seiner Frau, Ina Ravestijn. Von den Arten Neuwiedia borneensis und Neuwiedia griffithii unterscheidet sie sich durch das Vorhandensein drüsiger Haare, den zierlicheren Blütenstand und den rundlichen Fruchtknoten.